# Санта Мария ин Порто (Равена)
Базиликата „Санта Мария ин Порто“ (на италиански: Basilica di Santa Maria in Porto) е католически храм в гр. Равена, Италия, Разположена е на Via Di Roma.

## История
Базиликата е построена от през 16 век по проект на равенския архитект Бернардино Тавела. Строителството започва на 13 септември 1553 г., когато е положен основния камък с надпис „Maria Portuensium Mater et Ravennatum Protectrix“ (Maria madre dei Portuensi e protrettrice dei Ravennati). Сградата представлява трикорабна базилика, увенчана с голям купол.
Базиликата е осветена от кардинал Пиетро Aлдобрандини, архиепископ на Равена, на 8 октомври 1606 г. През 1631 г. в храма е пренесен византийски мраморен барелеф на Богородица, т.нар. „Мадона Грека“ Архив на оригинала от 2011-09-11 в Wayback Machine. (Гръцка Мадона), който е донесен в Равена от Константинопол през 1100 г. Мадона Грека е най-голямата светиня на базиликата, която привлича ежегодно хиляди поклонници.
Базиликата е преустроена е през 18 век по проект на архитекта Камило Мориджия, когато се създава богатата и пищно украсена фасада.
На 24 юли 1944 година при бомбардировка на Равена, бомба пробива апсидата на базиликата, но остава невзривена на няколко крачки от свещените изображения.